# Liste der Monuments historiques in Kœur-la-Petite
Die Liste der Monuments historiques in Kœur-la-Petite führt die Monuments historiques in der französischen Gemeinde Kœur-la-Petite auf.

## Liste der Immobilien
| Bezeichnung               | Beschreibung | Standort                   | Kennzeichnung | Schutzstatus | Datum | Bild |
| ------------------------- | --- | -------------------------- | ------------- | ------------ | ----- | ---- |
| Château de Kœur-la-Petite | Schloss, Anfang des 18. Jahrhunderts erbaut, während der französischen Revolution zerstört; die erhaltenen Nebengebäude zu Wohngebäuden umgebaut | 1 ruelle du Château (Lage) | PA00106692    | Classé       |       |      |

## Liste der Objekte
| Bezeichnung                                                     | Beschreibung                                                                           | Standort                     | Kennzeichnung | Schutzstatus | Datum | Bild |
| --------------------------------------------------------------- | -------------------------------------------------------------------------------------- | ---------------------------- | ------------- | ------------ | ----- | ---- |
| Kelch und Patene                                                | Silber, 18. Jahrhundert; im Centre départemental d’art sacré in Saint-Mihiel deponiert | in der Kirche St-Rémi (Lage) | PM55001946    | Inscrit      | 1995  |      |
| Spritzenwagen                                                   | 1919 gebaut                                                                            | Impasse du Gayoir (Lage)     | PM55001947    | Inscrit      | 1995  |      |
| Gemälde Das Jesuskind erscheint dem heiligen Antonius von Padua | Ölfarbe auf Leinwand, 17. Jahrhundert                                                  | in der Kirche St-Rémi (Lage) | PM55001945    | Inscrit      | 1995  |      |